# Pedicularis punctata
Pedicularis punctata är en snyltrotsväxtart som beskrevs av Joseph Decaisne. Pedicularis punctata ingår i släktet spiror, och familjen snyltrotsväxter. Inga underarter finns listade i Catalogue of Life.